# Pelastoneurus pectinatus
Pelastoneurus pectinatus är en tvåvingeart som beskrevs av Van Duzee 1929. Pelastoneurus pectinatus ingår i släktet Pelastoneurus och familjen styltflugor.
Artens utbredningsområde är Guatemala. Inga underarter finns listade i Catalogue of Life.